# Hay-on-Wye
Hay-on-Wye (wal. Y Gelli Gandryll) – miasto we wschodniej Walii (Wielka Brytania), w hrabstwie Powys, historycznie w Brecknockshire, położone na wschodnim brzegu rzeki Wye, przy granicy angielsko-walijskiej. W 2001 roku liczyło 1846 mieszkańców.
Miasteczko znane jest z licznych antykwariatów i księgarni oraz odbywającego się w nim co roku festiwalu literackiego, dzięki czemu zyskało miano „miasta książek” (the town of books).